# Pardosa royi
Pardosa royi är en spindelart som beskrevs av Biswas och Dinendra Raychaudhuri 2003. Pardosa royi ingår i släktet Pardosa och familjen vargspindlar.
Artens utbredningsområde är Bangladesh. Inga underarter finns listade i Catalogue of Life.